# Nemophora degeerella
Espèce
La Coquille d'or (Nemophora degeerella) est une espèce d'insectes lépidoptères, un petit papillon de la famille des Adelidae.

## Synonyme
- Adela degeerella Linnaeus, 1758

## Description
Les antennes des mâles sont beaucoup plus longues que celles des femelles : quatre fois la taille des ailes antérieures.

## Biologie
- Forme ailée : mi-mai à début juillet. Une génération.
- Hibernation : sous forme de larve dans un cocon de feuilles.

Plantes-hôtes : la chenille est mineuse dans les anémones et les jacinthes puis se forme un fourreau.